# Ballaghaderreen
Ballaghaderreen (en irlandais : Bealach an Doirín) est une ville du comté de Roscommon en Irlande. Elle comptait 2 387 habitants en 2022.

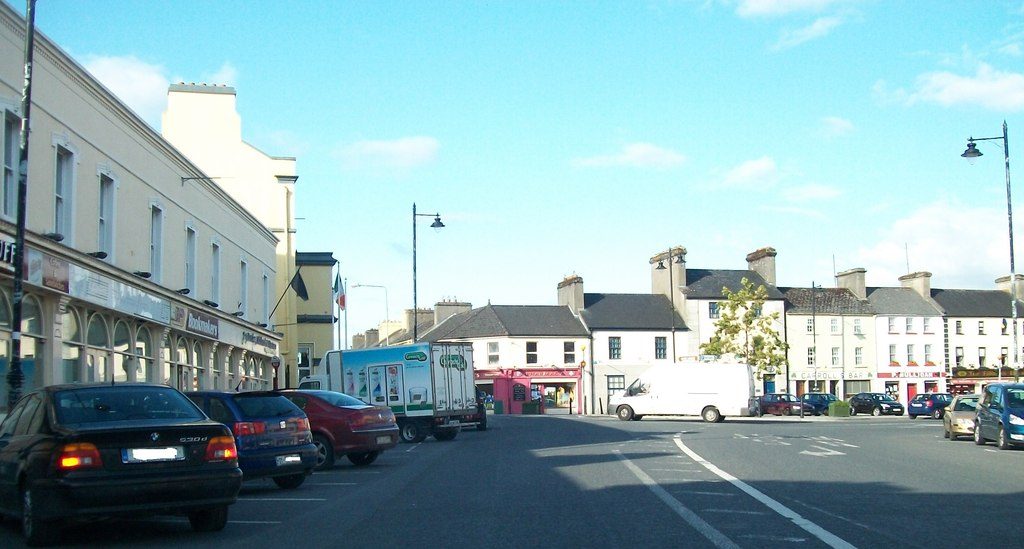
Rue principale.

## Personnalités liées
- Anne Deane, (1834 - 1905), nationaliste, femme d'affaires et philanthrope, y naquit.